# Portrætmaleri
Se portræt for at læse mere om det generelle om emnet.
Portrætmaleri er en genre inden for malerkunsten, der viser mennesker, dyr og selv livløse genstande. Ud over i maleri kan portrætter laves i marmor, bronze, elfenben, træ, keramik, ætsning, litografi, fotografi, selv video og digitale medier.
Portrætmaleri kan også beskrive det malede portræt. Portrætmalerier er ofte bestillingsarbejde for offentlige eller private, eller er inspireret af beundring eller sympati for emnet. Portrætter er ofte vigtige optegnelser, som stater og familier kan bruge som dokumentation. Når en kunstner portrætterer sig selv, kaldes det et selvportræt.
Portrætmalerier har primært været erindringer om de rige og magtfulde. Men efterhånden blev det almindeligt for middelklassen at bestille portrætter af deres familier og kolleger. I dag benyttes portrætmaleri stadig af regeringer, virksomheder, grupper, klubber og enkeltpersoner.

## Teknik og praksis
Et veludført portræt viser den indre essens af emnet (set fra kunstnerens synspunkt) eller at være en smigrende gengivelse og ikke bare en præcis lighed. Aristoteles sagde: "Formålet med kunst er ikke at præsentere tingenes ydre, men deres indre betydning, for den og ikke ydre fremtoning og detaljer udgør sand virkelighed." Kunstnere kan stræbe efter fotografisk realisme eller en impressionistisk lighed i skildringen af deres emne, men det adskiller sig fra en karikatur, som forsøger at afsløre særpræg ved overdrivelse af fysiske egenskaber. Kunstneren tilstræber generelt et repræsentativt portræt, som Edward Burne-Jones sagde: "Det eneste tilladte udtryk i store portrætter er udtryk for karakter og moralsk kvalitet, ikke noget midlertidigt, flygtigt eller tilfældigt."
I de fleste tilfælde er resultatet et alvorligt udtryk med lukkede læber, og alt ud over et lille smil er forholdsvis sjældent. Eller som Charles Dickens udtrykte det, "der er kun to stilarter i portrætmaleri: den alvorlige og det smørrede grin." Selv med disse begrænsninger er en palet af subtile følelser mulige, lige fra rolig trussel til blid tilfredshed. Men når munden skal være forholdsvis neutral, må en stor del af ansigtsudtrykket skabes gennem øjne og øjenbryn. Som forfatter og kunstner Gordon C. Aymar siger det: "Øjnene er det sted, man leder efter de mest komplette, pålidelige og relevante oplysninger". Og øjenbryn kan registrere "næsten egenhændigt, spekulation, skam, frygt, smerte, kynisme, koncentration, vemod, utilfredshed, og forventning, i uendelige variationer og kombinationer." 
Portrætmaleri kan beskrive motivet ”hel figur”, ”halv figur”, ”ansigt og skuldre” (også kaldet et "brystbillede"), eller ”ansigt”, samt i profil, både skråt forfra eller ”lige på”, en face med forskellig fordeling af lys og skygge. Indimellem har kunstnere skabt portrætter med flere vinkler, som Sir Anthony van Dycks's "Tredobbelt portræt af Karl I". Der er endda eksempler på portrætter, hvor ansigtet ikke er synligt på nogen måde. Andrew Wyeths Christina's World (1948) er en berømt eksempel, hvor den lamme pige med ryggen vendt mod beskueren føjer sig ind i de omgivelser, hvor hun er placeret i for at formidle kunstnerens fortolkning.
Modellen kan være påklædt eller nøgen, indendørs eller udendørs, stående, siddende, liggende og til hest. Portrætmalerier kan være af enkeltpersoner, par, forældre og børn, familier eller grupper. De kan laves som oliemaleri, akvarel, pen og blæk, blyant, trækul, pastel og blandet medie. Kunstnere kan ansætte en bred palet af farver, som med Pierre-Auguste Renoirs På terrassen (1881) eller begrænse sig til hovedsageligt hvid eller sort, som Hammershøi eller Gilbert Stuarts Portræt af George Washington(1796).
Størrelsen af portrættet kræver overvejelse. Chuck Closes enorme portrætter skabt til museumsfremvisning adskiller sig meget fra portrætter til kundens hjem eller billeder, det skal være lette at rejse med. Ofte tager kunstneren i betragtning, hvor det endelige portræt skal hænge og tager hensyn til farver og stil i den omkringliggende udsmykning.
Skabelsen af et portræt kan tage lang tid: Normalt kræver det at modellen sidder mange gange. Cézanne insisterede på over 100 gange. Goya foretrak et enkelt langt dagsforløb. Det gennemsnitlige er omkring fire fremmøder. Portrætmalere præsenterer ofte deres modeller for en portefølje af tegninger eller fotos, hvorfra modellen kan vælge en posering, som Sir Joshua Reynolds tilbød. Hans Holbein den yngre lavede en tegning af ansigtet, og færdiggjorde resten af maleriet uden model. I det 18. århundrede, tog det typisk et år at levere et portræt til en kunde.
Modellens forventninger og humør er en alvorlig overvejelse for en portrætkunstner. Med hensyn til portrættets realisme er portrætmalerne generelt konsekvente i deres tilgang. Kunder, der opsøgte sir Joshua Reynolds, vidste, at de ville modtage et flatterende portræt, mens Thomas Eakins's kunder vidste, at de kunne forvente et realistisk, skånselsløst portræt. Nogle modeller udtrykker stærke præferencer, mens andre lader kunstneren beslutte alt. Oliver Cromwell var berømt for at forlange, at hans portræt skulle vise "alle disse ujævnheder, bumser, vorter, og alt således som du ser mig, ellers vil jeg aldrig betale en øre for det."
Efter at have anbragt modellen i en behagelig stilling undersøger kunstneren sit emne, og søger ét ansigtsudtryk ud af mange, der er hans begreb om essensen af modellen. Stillingen bliver også nøje overvejet for at afsløre modellens følelsesmæssige og fysiske tilstand; det samme gælder påklædningen. For at holde modellen fanget og motiveret opfører dygtige kunstnere sig ordentligt og taler venligt med modellen. Élisabeth Vigée-Le Brun råder kunstnerkolleger til at smigre kvinder og komplimentere deres udseende for at få deres samarbejde ved poseringen.
Væsentligt for udførelsen af et vellykket portræt er beherskelsen af den menneskelige anatomi. Det menneskelige ansigt er asymmetrisk, og dygtige portrætkunstnere gengiver den subtile venstre-højre forskel. Kunstnere skal have kendskab til de underliggende knogle- og vævsstrukturer for at kunne udføre et overbevisende portræt.
Ved komplekse kompositioner kan kunstneren første lave en komplet skitse med blyant, blæk, kul eller olie. Den er især nyttig, hvis modellens tid er begrænset. Ellers bliver en rå, overordnet form skitseret på lærredet med blyant, kul eller tynd olie. I mange tilfælde afsluttes ansigtet først. Mange store portrætkunstnere udførte kun hoved og hænder, mens tøj og baggrunden blev lavet af svende og lærlinge. Der var endda andre end portrætmalerne, der udførte særlige opgaver som gardiner og beklædning som Joseph van Aken Nogle kunstnere brugte tidligere dukker for at skabe stillingen og beklædningen. Brugen af symbolske elementer placeret rundt om modellen ( tegn, husholdningsgenstande, dyr og planter) blev ofte brugt til at vise modellens moralske eller religiøse holdning, eller med symboler, der repræsenterer modellens arbejde, interesser, eller sociale status. Baggrunden kan være helt sort eller en udpenslet scene, som placerer modellen i rette sociale og rekreative omgivelser.
Selvportrætter fremstilles normalt ved hjælp af et spejl, og det færdige resultat er et spejlbillede – modsat et normalt portræt, hvor model og kunstner står over for hinanden. På et selvportræt ses en højrehånds kunstner ses med pensel i venstre hånd, medmindre kunstneren bevidst korrigerer billedet eller bruger endnu et spejl til at vende billedet.
Det sker at kunden eller kundens familie er utilfreds med portrættet, og kunstneren må retouchere det, ændre det eller trække det tilbage uden at blive betalt, og lide ydmygelsen af fiasko. Jacques-Louis Davids berømmede portræt af Madame Récamier, der nød stor popularitet på udstillinger, blev afvist af modellen pga. en klodset malet fod. Det samme gjaldt John Singer Sargents berygtede Portræt af Madame X. John Trumbulls portræt "General George Washington" blev afvist af det udvalg der havde bestilt det. Den nærtagende Gilbert Stuart besvarede engang en kundes utilfredshed med portrættet af hans kone på denne slagfærdige måde: "Du bragte mig en kartoffel, og du forventer en fersken!"
Et vellykket portræt kan imidlertid bevirke livslang taknemmelighed fra en klient. Grev Balthazar var så tilfreds med det portræt Raphael havde malet af grevinden, at han sagde til kunstneren: "Dit billede ... kan alene lette mine bekymringer. Det billede er mig en fryd, jeg retter mine smil til det, det er min glæde."

## Historie

### Antikken
Rødderne til portrætter findes i forhistorisk tid, selv om kun få af disse værker har overlevet til i dag. I den frugtbare halvmånes kunst fra antikken og især fra Egypten, vrimler det med skildringer af herskere og guder. Imidlertid blev de fleste af dem skabt stærkt stiliseret, de fleste i profil i sten, metal, ler, gips, eller krystal. Egyptiske portrætter lægger liden vægt på lighed, i det mindste til Akhenatons tid i det 14. århundrede f.Kr. Portrætmaleri af fornemme mennesker fra Kina går sandsynligvis tilbage til før 1000 f.Kr., selvom ingen er overleveret fra den tid. Eksisterende kinesiske portrætter går tilbage til omkring 1000 e.Kr.
Fra litterære kilder ved vi, at oldgræsk maleri indeholdt portrætter, ofte meget nøjagtige, hvis vi skal tro kritikeres ros, men der er ingen overleveret. Skulpturer af herskere og personligheder som Socrates overlevede i et vist antal, og som de individualiserede portrætter af hellenistiske herskere på mønter, viser de, at de græske portrætter kunne opnå en god lighed, og at personerne blev afbildet med forholdsvis lidt smiger – Sokrates' portrætter viser, hvorfor han havde ry for at være grim. Alexander den Stores efterfølgere indledte den praksis at sætte Alexanders portræt som gud på deres mønter, og snart satte de deres egne profiler på.
Romerske portrættører adopterede portrætkunstens traditioner fra både etruskerne og grækerne. De byggede på en meget stærk tradition knyttet til deres religiøse brug af portrætter af forfædrene såvel som til romersk politik.
De få malede overleveringer – i Fayum mumieportrætter, Alines grav og Septimius Severus-tondoen, alle fra Egypten under romersk herredømme – er klart lokale malerier, der afspejler græsk frem for romersk stil, men vi har et væld af hoveder i form af skulpturer, herunder mange individuelle portrætter fra middelklassens grave og møntportrætter i tusindvis.
Størstedelen af de malede portrætter er begravelsesmalerier, der overlevede i det tørre klima i Fayum (se illustration nedenfor). De stammer fra det 2. til 4. århundrede e.Kr. De er bortset fra freskoer næsten de eneste malerier fra Romerriget, der har overlevet. Selv om Plinius den Ældre har skrevet, at portrætmaleri var veletableret på græsk tid og praktiseredes af både mandlige og kvindelige kunstnere. Plinius klagede over sin tids vigende romerske portrætkunst: "Portrætmaleriet, som plejede at vise nøjagtig lighed med mennesker gennem tiderne, er helt forsvundet ... Magelighed har ødelagt den kunst." Disse en-face-portrætter fra romersk Egypten er heldige undtagelser. De præsenterer en vis realistisk sans for proportioner og individuelle detaljer, selv om øjnene generelt er i overstørrelse, og de kunstneriske færdigheder varierer betydeligt fra kunstner til kunstner. Fayum-portrætterne blev malet på træ eller elfenben i voks- og harpiksfarver (enkaustisk) eller med tempera og indsat i mumien for at forblive sammen med kroppen i evighed.
Mens interessen for selvstændig portrætmaleri aftog i Rom, blomstrede portrætkunsten i romerske skulpturer, hvor de portrætterede forlangte realisme, selv når det ikke var særligt flatterende. Gennem 4. århundrede dominerede portrætter i form af skulpturer, med tilbagegang for en idealiseret fremstilling af personen (sammenlign portrætter af de romerske kejsere Konstantin den Store og Theodosius den Store).   I senantikken faldt interessen for individuel lighed betydeligt, og de fleste portrætter på sene romerske mønter og konsulardiptykon er knap individualiseret overhovedet. Dog blev tidlig kristen kunst på samme tid forholdsvis standardiseret med billeder til skildring af Jesus og de andre store skikkelser i kristen kunst som Johannes Døberen og Apostlen Peter.

### Middelalderen
De fleste tidlige middelalderportrætter var votivportrætter. I begyndelsen for det meste af paver i romerske mosaikker og illuminerede manuskripter, som eksempel et selvportræt af forfatteren, mystikeren, forskeren, illuminatoren og komponisten Hildegard af Bingen (1152).. Som med samtidige mønter var der kun få bestræbelser på at opnå lighed. Gravstensmonumenter spredtes i den romanske periode. Mellem 1350 og 1400 begyndte sekulære figurer igen at dukke op i kalk- og panelmalerier som i Theodoric af Prags Karl IV modtager troskabsed (en. 'Charles IV receiving fealty)', og portrætter fik igen klare ligheder med de afbildede. Omkring slutningen af århundredet opstod de første olieportrætter af samtidige, malet på små træplader i Bourgogne og Frankrig; først i profil, senere i andre visninger. Wilton-diptykonen fra ca. 1400 er det ene af to bevarede panelportrætter af Richard 2. af England, den tidligste engelske konge af hvem vi har samtidige portrætter. Til de førende tidlige nederlandske portrætmestre hører Jan van Eyck, Robert Campin og Rogier van der Weyden. Portrætter af givere begyndte at vise dem enten med på eller som deltagere i de hellige scener, der blev fremstillet. I mere private hofbilleder fremstod nogle af dem endog som betydningsfulde personer som Jomfru Maria.

### Renaissance
Renæssancen markerede et vendepunkt i portrætkunstens historie. Dels af interesse for naturen, dels af interesse for de klassiske kulturer i oldtidens Grækenland og Rom, fik portrætterne – både malede og skulpturelle – en vigtig rolle i renæssancens samfund og blev værdsat som objekter og som skildringer af jordisk succes og status. Maleri i almindelighed nåede et nyt niveau af balance, harmoni og indsigt, og de største kunstnere (Leonardo, Michelangelo, og Raphael) blev betragtet som "genier" og rangerede langt over den handelsmandsstatus der gjaldt for værdsatte tjenestefolk ved hof og kirke.
Mange nyskabelser inden for de forskellige portrætteringsformer udviklede sig i løbet af denne frugtbare periode. Traditionen med miniatureportrætter begyndte, udviklet af færdigheder hos malere af miniaturer i de illuminerede manuskripter. Den tradition var populær til fotografiet vandt indpas. Profilportrætter inspireret af gamle medaljoner var særligt populære i Italien mellem 1450 og 1500. Medaljer med billeder på begge sider inspirerede også til en kortvarig mode for tosidede malerier tidligt i renæssancen. Klassiske skulpturer, som Apollo Belvedere, havde også indflydelse på valget af de positurer der blev brugt, og som var i brug i de følgende århundreder.
Nordeuropæiske kunstnere førte an i skabelsen af realistiske portrætter af verdslige personer. Den større realisme og detaljerigdom hos de nordlige kunstnere i det 15. århundrede skyldtes til dels finere penselstrøg og effekter muliggjort af oliefarver, mens italienske og spanske malere stadig brugte tempera. Blandt de tidligste malere der udviklede teknikken med oliefarver var Jan van Eyck. Med oliefarver kan der laves mere tekstur og forskellige grader af tykkelse, og man kan lagdele mere effektivt, med tilføjelse af stadig tykkere lag, kendt af malere som "fed over mager" (engelsk ‘fat over lean’). Desuden tørrer oliefarver langsommere, så kunstneren løbende kan foretage ændringer, såsom at ændre detaljer i ansigtet. Antonello da Messina var en af de første italienere, der udnyttede oliens fordele i maleriet. Han var uddannet i Belgien og slog sig ned i Venedig omkring 1475, hvor han havde stor indflydelse på Giovanni Bellini og den norditalienske skole. I løbet det 16. århundrede spredtes olieteknikken over hele Europa, og det gav mulighed for mere overdådige gengivelser af tøj og smykker. Det havde også betydning for billedernes kvalitet at man gik fra træ til lærred. Det begyndte i Italien i det tidlige 16. århundrede og bredte sig til Nordeuropa i løbet af det næste århundrede. Lærred modstår bedre dannelse af revner end træ, holder bedre på pigmenter (farvestoffer) og behøver mindre forberedende bearbejdelse.
Tidligt opgav de nordlige europæere portrætter i profil og begyndte at lave dem med realistisk indhold og perspektiv. I Nederlandene blev Jan van Eyck en førende portrætmaler. Hans Arnolfinis bryllup (1434, National Gallery, London) er en milepæl i vestlig kunst, et tidligt eksempel på et portræt af to i hel figur, perfekt malet i rige farver og med udsøgte detaljer. Men lige så vigtigt, det viser den nyudviklede teknik med oliemaleri af pioneren van Eyck, som revolutionerede kunsten og spredtes over hele Europa.
Førende tyske portrætkunstnere som Lucas Cranach, Albrecht Dürer og Hans Holbein den Yngre mestrede alle oliemaleriets teknik. Cranach var en af de første kunstnere, der påtog sig legemsstore bestillinger, en tradition som blev populær derefter. På det tidspunkt havde England ingen portrætmalere af første rang, og kunstnere som Holbein blev efterspurgt af engelske kunder. Hans maleri af Thomas More (1527) – hans første vigtige mæcen i England – har næsten fotorealisme. Holbein fik stor succes med at male den kongelige familie, herunder Henrik 8.. Dürer var en fremragende tegner, og en af de første store kunstnere der lavede en række selvportrætter, herunder en-face-portrætter. Han har også brugt sit selvportræt som tilskuer i flere af sine religiøse malerier. Dürer begyndte at lave selvportrætter i en alder af tretten. Senere fulgte Rembrandt efter og udviklede denne tradition.
I Italien var Masaccio den ledende i moderniseringen af freskomaleriet ved at bruge et mere realistisk perspektiv. Filippo Lippi banede vejen i udviklingen af skarpere konturer og bugtede linjer, og hans elev Raphael udvidede realismen i Italien til et meget højere niveau i de følgende årtier med sine monumentale vægmalerier. I samme periode blev forlovelsesportrættet populært, en særlig specialitet som især Lorenzo Lotto udførte. I den tidlige renæssance var portrætmalerier generelt små og nogle gange dækket med beskyttende låg, hængslede eller som skydelåg.
I renæssancen ønskede især den florentinske og milanesiske adel en mere realistisk repræsentation af sig selv. Det var en udfordring at skabe overbevisende hel- og trekvart-portrætter, og det stimulerede til eksperimenter og fornyelse. Sandro Botticelli, Piero della Francesca, Domenico Ghirlandaio, Lorenzo di Credi, Leonardo da Vinci og andre kunstnere udvidede deres teknik i overensstemmelse hermed ved at tilføje portrætter til traditionelle religiøse og klassiske emner. Leonardo og Pisanello var blandt de første italienske kunstnere der tilføjede allegoriske symboler til deres sekulære portrætter.
Et af bedst kendte portrætter i den vestlige verden er Leonardo da Vincis maleri Mona Lisa, opkaldt efter Lisa del Giocondo,,, et medlem af Gherardini-familien fra Firenze og Toscana og hustru til en velhavende florentinsk silkekøbmand Francesco del Giocondo. Det berømte "Mona Lisa-smil" er et glimrende eksempel på anvendelsen af subtil asymmetri til et ansigt. I sine notesbøger giver Leonardo råd om forskellige lyskvaliteter i portrætmaleri:
 "En meget høj grad af ynde i lys og skygge er føjet til ansigterne på dem, der sidder i døråbninger til værelser, der er mørke, hvor observatørens øjne ser på den overskyggede del af ansigtet dækket af skyggerne i rummet, og ser den oplyste del af ansigtet med den større glans, som luften giver det. Gennem denne ændring i skygge og lys får ansigtet større relief. " 
Leonardo var elev af Andrea del Verrocchio. Da han blev medlem af Sankt Lukasgildet, begyndte han at modtage uafhængige bestillinger. På grund af hans omfattende interesser og i overensstemmelse med hans videnskabelige sind, er hans produktion af tegninger og forundersøgelser umådelig, selv om hans færdige kunstneriske produktion er relativt lille. Hans andre mindeværdige portrætter omfattede adelskvinderne Ginevra de 'Benci og Cecilia Gallerani.
Raphaels bevarede bestillingsportrætter er langt mere talrige end Leonardos, og de viser flere stillinger, belysninger og teknik. Snarere end revolutionerende nyskabelser var Raphaels store bedrift at styrke og raffinere udviklingen i tidens strømninger i renæssancekunsten. Han var især ekspert i gruppeportrættet. Hans mesterværk Skolen i Athen er et af de bedste gruppeportrætter i kalkmaleri, hvor nogle af de portrætterede har ligheder med Leonardo, Michelangelo, Bramante og Raphael selv, i skikkelse af gamle filosoffer. Det var ikke det første gruppeportræt af kunstnere. Årtier tidligere havde Paolo Uccello malet et gruppeportræt med blandt andet Giotto di Bondone, Donatello, Antonio Manetti og Filippo Brunelleschi. Da han steg i berømmelse, blev Raphael en foretrukken portrætmaler af paver. Mens mange renæssancekunstnere ivrigt accepterede portrætbestillinger, nægtede et par kunstnere dem, især Raphaels rival Michelangelo, som i stedet påtog sig de store bestillinger til det Sixtinske Kapel.
Omkring 1500 dominerede Gentile Bellini og Giovanni Bellini portrætmaleriet i Venedig. De fik de betydeligste bestillinger af statens ledende embedsmænd. Bellinis portræt af dogen Loredan anses for at være et af de fineste portrætter fra renæssancen og viser fint kunstnerens beherskelse af det nye oliemaleris teknikker. Bellini er også en af de første kunstnere i Europa der signerede sine arbejder, selvom han sjældent daterede dem. Senere i det 16. århundrede indtager Tizian stort set den samme rolle, bl.a. ved at udvide de mange forskellige måder hans kongelige modeller poserer på. Tizian var måske den første store børneportrætmaler. Efter at Tizian bukkede under for pesten, blev Tintoretto og Paolo Veronese de førende venetianske kunstnere og medvirkede til overgangen til den italienske manierisme. Manieristerne bidrog med mange usædvanlige portrætter, som understregede materiel rigdom og elegant komplekse stillinger, som i værker af Agnolo Bronzino og Jacopo da Pontormo. Bronzino blev berømt ved at skildre Medicifamilien. Hans dristige portræt af Cosimo de' Medici viser en streng hersker i rustning med et vagtsomt øje stirrende mod højre, i skarp kontrast til de fleste kongelige malerier, som viser de portrætterede som milde herskere. El Greco, der blev uddannet i Venedig i tolv år, gik i en mere ekstrem retning efter sin ankomst til Spanien idet han betonede sit "indre syn" af modellen så langt som til næsten at eliminere en virkelighedstro fysisk fremtræden. En af de bedste portrætmalere fra det 16. århundredes Italien var Sofonisba Anguissola fra Cremona, der tilførte sine enkelt- og gruppeportrætter nye niveauer af kompleksitet.
Hofportrætmaleriet i Frankrig begyndte, da den flamske kunstner Jean Clouet malede sit overdådige portræt af Frans 1. af Frankrig omkring 1525. Kong Frans var stor mæcen og begærlig kunstsamler, der inviterede Leonardo da Vinci til at bo i Frankrig i dennes sidste år. Mona Lisa blev i Frankrig efter Leonardo døde der.

### Barok og rokoko
Under barokken og rokokoen blev portrætter endnu vigtigere til at vise status og position. I et samfund domineret i stigende grad af sekulære ledere ved magtfulde hoffer blev billeder af overdådigt klædte personer et middel til at bekræfte deres myndighed. Flamske malere som Anthony van Dyck og Peter Paul Rubens udmærkede sig i denne type portrætter, mens Jan Vermeer fremstillede portrætter af især middelklassen på arbejdspladsen og ved indendørs sysler. Rubens portræt af sig selv og sin første kone (1609) i deres bryllupsklædning er et virtuost eksempel på et parportræt. Rubens berømmelse rækker ud over hans kunst: han var hofmand, diplomat, kunstsamler og succesrig forretningsmand. Hans atelier var et af de mest omfattende for den tid; det beskæftigede specialister i stilleben, i landskabs-, dyre- og genrescener, foruden portrætter. Van Dyck fik uddannelse dér i to år. Charles 1. af England ansatte først Rubens, derefter fik han van Dyck som hofmaler, slog ham til ridder og tildelte ham hofstatus. Van Dyck ikke alene adopterede Rubens’ produktionsmetoder og forretningsfærdigheder, men også hans elegante manerer og fremtræden. Som det blev sagt, "Han var altid pragtfuldt klædt, havde flere fornemme ekvipager og holdt så nobelt et hus som mangen en fyrste." I Frankrig dominerede Hyacinthe Rigaud på stort set samme måde – en bemærkelsesværdig portrættør af kongelige idet han malede fem franske konger.
En af nyskabelserne i renæssancens kunst var bedre gengivelse af ansigtsudtryk, der skulle ledsage forskellige følelser. Især undersøgte den hollandske maler Rembrandt det menneskelige ansigts mange udtryk, han var en af de førende inden for selvportrætmaleriet og malede over 60 i sin levetid. Denne interesse for det menneskelige ansigt fostrede også en af de første karikaturer, tilskrevet Carracci-akademiet, som blev drevet af Carracci-familien i slutningen af det 16. århundrede i Bologna, Italien (se Annibale Carracci).
Gruppeportrætter blev produceret i stort tal igennem barokken, især i Nederlandene. I modsætning til det øvrige Europa modtog hollandske kunstnere ikke bestillinger fra den calvinistiske kirke som havde forbudt disse billeder, eller fra aristokratiet der næsten var ikke-eksisterende. I stedet kom der bestillinger fra borgerlige foreninger og sammenslutninger. Den hollandske maler Frans Hals brugte flydende eller flygtige penselstrøg (en. 'fluid brush strokes', flydende, flygtige?) med livlige farver for at oplive sine gruppeportrætter, herunder vagterne i det borgerværn han tilhørte. Rembrandt havde stor nytte af sådanne bestillinger og i øvrigt af den generelle kunstvurdering hos kunderne fra borgerskabet, som støttede portrætkunsten såvel som stilleben og landskabsmaleri. Hertil kommer at det første betydende kunst- og forhandlermarked blomstrede i Holland på daværende tidspunkt. (Se Maleriet i den hollandske guldalder)
Den store efterspørgsel gjorde Rembrandt i stand til at eksperimentere med utraditionelle kompositioner og teknikker som chiaroscuro, anvendelsen af lys og skygge i et maleri. Disse nyskabelser var indledt af italienske mestre som Michelangelo di Caravaggio, og Rembrandt udnyttede dem tydeligt i sit berømte malere Nattevagten fra 1642. Dr. Tulps anatomitime. (1632) er et andet godt eksempel på Rembrandts beherskelse af gruppemaleriet, hvor han bader liget i skarpt lys for at gøre opmærksom på midten af maleriet, mens tøj og baggrund glider over i sort, hvilket fremhæver ansigterne på kirurgen og de studerende. Det er også det første maleri, som Rembrandt signerede med sit fulde navn.
I Spanien malede Diego Velázquez 1656 Las Meninas ("Hofpigerne", eller "Kong Filip IV og Hans Familie"), et berømt og gådefuldt gruppeportræt. Det fremstiller kunstneren og den spanske kongefamilies børn, og det er tilsyneladende det kongelige par der sider model; de ses kun som refleksioner i et spejl. Velazquez begyndte primært som genremaler, men blev hurtigt berømt som hofmaler for Filip IV; han udmærker sig inden for portrætkunsten især ved at udvide kompleksiteten i gruppeportrættet.
Rokokokunstnere, der var særligt interesserede i rig og indviklet udsmykning, var mestre i det forfinede eller raffinerede portræt. Deres interesse for påklædningens detaljer og stoffets tekstur forøgede portrætternes virkning som vidnesbyrd om rigdom, som det fremgår af François Bouchers berømte portræt af Madame de Pompadour i bølgende silkekjole.
De første større indfødte portrætmalere i den britiske skole blev de engelske malere Thomas Gainsborough og Sir Joshua Reynolds, der også havde specialiseret sig i at klæde modellerne på en iøjnefaldende måde. Gainsboroughs  Blue Boy er et berømt portræt, malet med meget lange børster og tynde oliefarver for at opnå den flimrende virkning i den blå dragt. Gainsborough gjorde sig også bemærket ved at lave detaljerede baggrunde til sine modeller.
De to britiske kunstnere havde modsatte opfattelser om brugen af assistenter. Reynolds beskæftigede dem regelmæssigt (nogle gange udførte han kun 20 procent af maleriet selv), mens Gainsborough sjældent gjorde det. Nogle gange kunne en kunde aftvinge et løfte fra kunstneren, som Sir Richard Newdegate gjorde af portrætmaleren Peter Lely (van Dycks efterfølger i England), der lovede at portrættet ville "fra begyndelse til slutning være malet med mine egne hænder." (en. "from the Beginning to ye end drawne with my owne hands.") I modsætning til den nøjagtighed, der blev udvist af de flamske mestre, opsummerede Reynolds sin tilgang til portrætter ved at erklære, at "charmen eller ynden – og vi kan tilføje – ligheden består mere i at indfange atmosfæren end i at observere den nøjagtige overensstemmelse med enhver detalje." I England var også William Hogarth fremtrædende. Han vovede at bryde med konventionelle metoder ved at indføre et strejf af humor i sine portrætter. Hans "Selvportræt med mops" ("Self-portrait with Pug") er helt klart mere en humoristisk spøg med hans kæledyr end et selvoptaget maleri.
I det 18. århundrede fik kvindelige malere ny betydning, især i forbindelse med portrætter. Bemærkelsesværdige kvindelige kunstnere var bl.a. den franske maler Élisabeth Vigée-Le Brun, den italienske pastelkunstner Rosalba Carriera, og den schweiziske kunstner Angelica Kauffmann. I samme århundrede, før opfindelsen af fotografi, var miniatureportrætter – malet med utrolig præcision og ofte indkapslet i guld- eller emaljemedaljoner – højt værdsat.
I USA blev John Singleton Copley skolet i den forfinede britiske stil og blev den førende maler af fuldstørrelse- og miniatureportrætter. Især blev de hyperrealistiske billeder af Samuel Adams og Paul Revere godt modtaget. Copley er også kendt for sine bestræbelser på at sammensmelte portrætmaleriet med det akademisk mere velanskrevne historiemaleri, som han forsøgte i sine gruppeportrætter af berømte militærpersoner. Lige så berømt var Gilbert Stuart, der malede over 1.000 portrætter og især var kendt for sine portrætter af præsidenter. Stuart malede over 100 reproduktioner alene af George Washington. Han arbejdede hurtigt og brugte blødere, mindre detaljerede penselstrøg end Copley for at fange essensen hos sine modeller. Han kunne lave flere udgaver så kunden kunne vælge en favorit. Stuart var kendt for sine rødlige toner til kinderne; han skrev: "... kødet er som intet andet materiale under himlen. Det har al den festlighed man kan møde hos silkehandleren uden det prangende ved glansen, og den bløde tone som ved gammel mahogni, uden dets tristhed." Andre fremtrædende amerikanske portrætmalere fra kolonitiden var John Smibert, Thomas Sully, Ralph Earl, John Trumbull, Benjamin West, Robert Feke, James Peale, Charles Willson Peale og Rembrandt Peale.

### 19. århundrede
I slutningen af det 18. århundrede og i det tidlige 19. århundrede fortsatte neoklassiske kunstnere traditionen med at skildre emner i den nyeste mode, som især for kvinder var transparente kjoler efter model af oldtidens græske og romerske stilarter. Kunstnerne anvendte lys til at definere tekstur og ansigters og lemmers runde former. Franske malere som Jacques-Louis David og Jean Auguste Dominique Ingres viste stor virtuositet i denne håndværksmæssige teknik samt et godt blik for karakter. Ingres, elev af David, er kendt for sine portrætter, hvor et spejl er malet bag motivet for at simulere et kig bagfra på motivet. Hans portræt af Napoleon på den kejserlige trone er en tour de force i kongelig portrætkunst. (Se galleriet nedenfor)
Romantikkens kunstnere – i første halvdel af det 19. århundrede – malede protrætter af inspirerende ledere, smukke kvinder og ophidsede personer, med livlige penselsstrøg og en dramatisk og ofte tungsindig lyssætning. Franske malere som Eugène Delacroix og Théodore Géricault udførte særligt smukke portrætter af denne type, især billeder med fyrige ryttere. Fra denne periode er det også værd at bemærke Géricaults serie af portrætter af sindslidende (1822–1824). Den spanske maler Francisco de Goya malede nogle af tidens mest grænsesøgende og provokerende billeder, som for eksempel Den nøgne Maja (ca. 1797-1800) og de kendte hofbilleder af den spanske kong Karl 4.
De realistiske malere i det 19. århundrede, som for eksempel Gustave Courbet, udførte usminkede portrætter af folk fra under- og middelklassen. Courbet viste sine evner som romantiker ved at fremstille adskillige selvportrætter, der viste ham med forskellige ansigtsudtryk og sindsstemninger. Andre franske realister som Honoré Daumier lavede karikaturer af deres samtidige. Henri de Toulouse-Lautrec skildrede nogle af de mest kendte optrædende på teatret, heriblandt Jane Avril, og viste dem i bevægelse. Den franske maler Édouard Manet, var en vigtig overgangsfigur i skiftet fra realisme til impressionisme. Som portrætmaler viste han enestående indsigt og teknik, med billedet af Stéphane Mallarmé som et godt eksempel på denne overgangsform. Hans samtidige Edgar Degas var fortrinsvis realist og hans billede Portrait of the Bellelli Family er en indsigtsfuld gengivelse af en mismodig familie, og det er et af hans bedste portrætter.
I USA var Thomas Eakins ubestridt tidens førende portrætmaler, og han løftede realismen og den ærlige skildring til et højere niveau, især i sine to portrætter af arbejdende kirurger, og i sine billeder af udøvende sportsfolk og musikere. I mange portrætter, som for eksempel Portrait of Mrs. Edith Mahon, gengiver Eakins modigt skæmmende følelser som sorg og melankoli.
Realisterne måtte vige pladsen til fordel for impressionisterne i løbet af 1870'erne. På grund af deres begrænsede indtægter var mange af impressionisterne i begyndelsen henvist til at bruge familie og venner som modeller, og de malede små grupper og enkeltpersoner, enten udendørs eller i fuldt oplyste rum. Deres kendetegn var flimrende overflader og tykke penselstrøg, og impressionisternes portrætter er ofte indsmigrende med en afvæbnende intimitet. Franske malere som Claude Monet og Pierre-Auguste Renoir skabte nogle af tidens mest populære billeder af enkeltpersoner og grupper. Den amerikanske maler Mary Cassatt, som studerede og arbejdede i Frankrig, er stadig populær for sine medlevende billeder af mødre og børn, og det samme er Renoir. Paul Gauguin og Vincent van Gogh var begge postimpressionister, og de malede afslørende portrætter af mennesker, de kendte, mættede med farver, men ikke nødvendigvis flatterende. De to malere fremhæves også for deres kraftfulde selvportrætter.
John Singer Sargent arbejdede omkring århundredskiftet, men han veg tilbage fra den åbenlyse impressionisme og postimpressionisme. Han var sin tids mest kendte portrætmaler, og han kombinerede realisme med en fremragende farvesans. Han var ferm til både enkeltpersoner og grupper, især familier fra overklassen. Sargent blev født i Firenze i Italien, hvor hans amerikanske forældre boede. Han studerede i Italien og Tyskland og i Paris i Frankrig. Sargent opfattes som den sidste væsentlige repræsentant for den britiske tradition for portrætmaleri, der begyndte med van Dyck. En anden prominent amerikansk portrætmaler, der studerede i udlandet, var William Merritt Chase. Den amerikanske maler Cecilia Beaux, der blev kaldt "den kvindelige Sargent", havde en fransk far og hun studerede også i udlandet og fik succes hjemme i USA, hvor hun holdt sig til traditionelle teknikker. En anden kunstner, der er blevet sammenlignet med Sargent, var den italiensk-fødte Giovanni Boldini. Hans stil var fløjlsblød, og han arbejdede i Paris, hvor han var ven med både Degas and Whistler.
Den amerikansk fødte, men internationalt orienterede James Abbott McNeill Whistler havde tætte forbindelser til tidens europæiske kunstnere, og han malede exceptionelle portrætter, hvoraf det mest berømte er Arrangement in Grey and Black, The Artist's Mother (1871), kendt som "Whistler's mor". Både i sine portrætter og i sine landskabsbilleder forsøgte Whistler at få beskueren til at fokusere på billedets harmoniske opbygning og farvevalg. Whistler brugte en nedtonet palet for at opnå sine effekter, og han lagde vægt på farvebalance og bløde toner. Han udtrykte det således: "lige som musikken er lydens poesi, så er maleriet synets poesi, og motivet har intet at gøre med lydens eller farvens harmoni." Form og farve spillede også en stor rolle for Cézannes portrætter, og der blev brugt endnu kraftigere farver og penselstrøg i de billeder, der blev malet af André Derain og Henri Matisse.
Opfindelsen af fotografiet i det 19. århundrede fik afgørende betydning for portrætmaleriet, og det erstattede det tidligere camera obscura, som hidtil var blevet anvendt som hjælpemiddel ved portrætmaleriet. Mange moderne indstillede kunstnere flokkedes i fotostudierne for at få taget portrætfotos, blandt andet Baudelaire, der skønt han havde udnævnt fotografiet til "kunstens fjende", alligevel følte sig draget af fotografiets ærlighed og styrke. Fotografiet blev et billigt alternativ til portrætmaleriet, og afløste det på de lavere niveauer. Nogle realistiske kunstnere, som Thomas Eakins og Edgar Degas, var begejstrede for fotografiet, og de brugte det som hjælp til at komponere deres billeder. Da impressionisterne brød igennem, fandt de utallige måder at genfortolke portrætmaleriet på, og kunne dermed konkurrere effektivt med fotografiet. Sargent og Whistler hørte til de kunstnere, der udbyggede maleteknikken, så den kunne skabe effekter, der ikke kunne indfanges i et kamera.

### 20. århundrede
Andre kunstnere fra begyndelsen af de 20. århundrede gjorde også en indsats for at udvide portrætkunsten i nye retninger. Den fauvistiske maler Henri Matisse skabte udtryksfulde portrætter ved hjælp af ikke-naturalistiske, nærmest skrigende farver til huden. Cézanne brugte simplificerede former i sine portrætter, og i stedet for detaljer satsede han på farvesammensætningen. Østrigeren Gustav Klimt havde en særlig stil, hvor han inddrog elementer fra byzantinsk kunst og masser af guldmaling i sine mindeværdige portrætter. Hans elev Oskar Kokoschka var en anerkendt portrættør af Wiens overklasse. Den markante spanske kunstner Pablo Picasso malede mange portrætter, heraf adskillige kubistiske fremstillinger af elskerinderne, hvor motivet er groft forvansket, men hvor der til gengæld leveres et følelsesmæssigt udtryk, der ligger langt ud over karikaturens grænser.
De ekspressionistiske malere leverede nogle af de mest uforglemmelige og overbevisende psykologiske portrætter, der nogen sinde er lavet. Tyske kunstnere som Otto Dix og Max Beckmann skabte bemærkelsesværdige eksempler på ekspressionistisk portrætkunst. Beckmann var en produktiv leverandør af selvportrætter, og han malede mindst 27. Amedeo Modigliani skabte mange portrætter i sin langagtige stil, der lagde mindre vægt på selve personen, og i stedet satsede på en stram komposition af form og farve. For at opnå denne effekt, nedtonede han de normalt så udtryksfulde øjne og øjenbryn, og lod dem i stedet fremstå som mørke streger og enkle buer.
Britisk kunst var repræsenteret af vorticisterne, der malede nogle bemærkelsesværdige portrætter i begyndelsen af det 20. århundrede. Den dadaistiske maler Francis Picabia udførte adskillige portrætter i helt sin egen stil. Derudover udførte Tamara de Lempicka portrætter, hvor det lykkedes at indfange stilen fra Art Deco-perioden med strølinede former, rige farver og skarpe kanter. I USA udførte Robert Henri og George Bellows fine protrætter i realistisk stil i 1920'erne og 1930'erne. Max Ernst skabte et eksempel på et moderne gruppebillede i 1922, med sit maleri All Friends Together (Alle vennerne samlet).
De russiske malere har 1930-2000 leveret væsentlige bidrag til portrætkunsten, og de har typisk bygget videre på traditionerne fra den realistiske og figurative skole. De mest fremtrædende er Isaak Brodsky, Nikolai Fechin, Abram Arkhipov, Lev Russov og Engels Kozlov.
Produktionen af portrætter gik generelt tilbage i Europa og Amerika i 1940'erne og 1950'erne, hvor interessen i stedet samlede sig om abstrakt og nonfigurativ kunst. Andrew Wyeth udgjorde en enkelt undtagelse, og han udviklede sig til at blive USA's førende realistiske portrætmaler. Hos Wyeth er realismen, skønt den er udpræget, sat i anden række i forhold til billedets farvetoner og stemning. Det illustreres tydeligt i den skelsættende serie af malerier, der er kendt som "Helga" billederne. De er den største gruppe af billeder af en enkelt person, der nogen sinde er skabt af en anerkendt maler, og omfatter 247 billeder af hans nabo, Helga Testorf, påklædt eller nøgen, i forskellige omgivelser, og de er malet i årene 1971–1985.
I 1960'erne og 1970'erne fik portrætkunsten igen vind i sejlene. Engelske kunstnere som Lucian Freud (barnebarn af Sigmund Freud) og Francis Bacon har skabt kraftfulde billeder. Bacons portrætter gør sig især bemærket med deres mareridtsagtige stil. I maj 2008 blev Freuds billede fra 1995, Benefits Supervisor Sleeping (Den sovende jobcenterleder), solgt på Christie's auktion i New York City for 33,6 millioner $. Det var verdensrekord for et billede skabt af en nulevende maler. Mange af tidens amerikanske kunstnere, som Andy Warhol, Alex Katz og Chuck Close, har koncentreret sig om det menneskelige ansigt og gjort det til det centrale emne i deres kunst. Et eksempel er Warhols maleri af Marilyn Monroe, der har opnået ikonstatus. Close specialiserede sig i kæmpemæssige, hyperrealistiske portrætter af hoveder, med udgangspunkt i fotografier. Jamie Wyeth fortsætter i sin far Andrews realistiske stil, og skaber berømte portrætter med en motivkreds, der rækker fra præsidenter til svin.

## Portrætmaleri i Danmark
I Danmark er det ældste malede portræt sikkert en lille knælende stifterfigur af Oluf Axelsen Thott i Valløby Kirke. I ældre tider har portrætmaleri overvejende været besørget af fremmede kunstnere: f.eks. Jan Gossaerts portræt af Christian 2., især Jacob Binck; endvidere Hans Knieper og Tobias Gemperlin.
I det 17. århundrede var Jakob van Doordt, danskeren Reinhold Timm, Pieter Isaacsz, Karel van Mander, Abraham Wuchters og Henderick Dittmars  aktive.
I det 18. århundrede er især svenskeren Carl Gustaf Pilo og Johann Salomon Wahl, Peder Als, Vigilius Eriksen de kendte. I slutningen af 18. århundrede dominerer Jens Juel; samtidig virker Erik Pauelsen og endvidere Christian August Lorentzen og Friedrich Carl Gröger der virkede ind i 19. århundrede.
I det 19. århundrede har vi Eckersberg og hans skole, Christen Købke, Wilhelm Bendz, Adam Müller, Constantin Hansen, Jørgen Roed, Wilhelm Marstrand, Frederik Vermehren og dermed får portrætmaleriet en væsentlig plads i den danske guldalder. Den åndfulde C.A. Jensen gør portrætmaleri til sit speciale. J.V. Gertner er også produktiv især med gode tegninger, endvidere Christian Horneman, Louis Aumont, David Monies, N.P. Holbech med flere. En senere generation repræsenteres af Carl Bloch, Otto Bache, Henrik Olrik, August Jerndorff endvidere P.S. Krøyer, Laurits Tuxen, Viggo Johansen, Julius Paulsen, Georg Achen, Bertha Wegmann, Herman Vedel, Bertha Dorph, Knud Larsen, Aksel Jørgensen, Hans Henningsen, Niels Hansen og mange flere.
Det 20. århundredes portrætmalere i Danmark er blandt andre Hans Berg, Jørgen Boberg, Kay Christensen, Bente Christensen-Ernst, Franciska Clausen, Aksel Jørgensen, Thomas Kluge, Eiler Krag, Michael Kvium, Mogens Kølkjær, Hans Henrik Lerfelt, Vilhelm Lundstrøm, Olaf Rude, William Scharff, Niels Strøbek, Kurt Trampedach, J.F. Willumsen og Niels Winkel.

## Galleri
- Hofbillede af Emperor Shenzong of Song (r. 1067-1085), kinesisk
- Portræt af zenbuddisten Wuzhun Shifan, 1238, kinesisk
- Lucas Cranach den ældre, Portræt af Martin Luther, 1529, Uffizi
- Diego Velázquez, Portræt af Filip 4. af Spanien, 1632
- Rembrandt van Rijn, Portræt af Jan Six, 1654
- Rapalje-børnene, New York City. John Durand, 1768
- John Singleton Copley, Paul Revere, 1770
- Jacques-Louis David, Napoleon i sit bibliotek (1812), National Gallery of Art, Washington D.C.
- Francisco de Goya, Karl den 4. af Spanien og hans familie, 1800-1801
- Jean Auguste Dominique Ingres, portræt af Napoleon på kejsertronen, 1806, Musée de l'Armée, Paris
- Eugène Delacroix, portræt af George Sand, 1838, Ordrupgaard-Museum, København
- Gustave Courbet, Portræt af Charles Baudelaire, 1848
- Pierre-Auguste Renoir, Portræt af Alfred Sisley, 1868
- James Abbott McNeill Whistler, Arrangement i gråt og sort: Kunstnerens mor (1871). Populært kendt som Whistler's Mother
- Mary Cassatt, Portræt af Madame Sisley 1873
- Edgar Degas, Portræt af Miss Cassatt, siddende med kort i hånden 1876-1878
- John Singer Sargent, Portræt af Robert Louis Stevenson, 1887.
- Paul Gauguin, Solsikkemaleren, portræt af Vincent van Gogh, 1888
- Vincent van Gogh, Portræt af doktor Gachet, (første udgave), 1890
- Cecilia Beaux, Sita og Sarita (Unge piger taler sammen), 1893–1894